# Franchise Pictures
Franchise Pictures LLC è stata una casa di produzione e distribuzione cinematografica indipendente statunitense, fondata dai produttori Elie Samaha e Andrew Stevens nel 1998.
Attiva in particolar modo nella realizzazione di film d'azione; per un certo periodo ha avuto un ramo dedicato ai videogiochi: Franchise Interactive.
In seguito al fallimento finanziario di Battaglia per la Terra e altri film indipendenti prodotti da Franchise Pictures, il Wall Street Journal riportò la notizia secondo cui la FBI stava indagando sulla possibilità che "compagnie del cinema indipendente potessero aver gonfiato notevolmente il bilancio di film, nel tentativo di truffare gli investitori". Nel dicembre 2000, l'azienda tedesca Intertainment AG intentò causa verso Franchise Pictures, accusata di aver gonfiato in modo fraudolento bilanci di diversi film coprodotti insieme, tra i quali Battaglia per la Terra e altri titoli. Intertainment si era accordata con lo studio americano per la copertura del 47% delle spese di produzione di diversi film in cambio dei diritti di distribuzione per il territorio europeo, ma finì invece per pagare il 60-90% dei costi in alcuni casi. Inoltre, Franchise Pictures fu accusata di aver defraudato sistematicamente i bilanci per oltre 75 milioni di dollari.
Il caso fu portato davanti ad una giuria di un tribunale federale di Los Angeles tra maggio e giugno 2004. La corte ascoltò le dichiarazioni portate da Intertainment sul banco, particolarmente incentrate sul bilancio gonfiato di Battaglia per la Terra, che sarebbe stato di 44 milioni di dollari circa, e non dei 75 invece riportati da Franchise Pictures. I rimanenti 31 milioni sarebbero stati registrati come riempitivo dei conti fraudolenti. Secondo Barry Baeres, direttore di Intertainment, finanziò il film solo perché l'unico modo presentato dalla produttrice Elie Samaha per poter partecipare a titoli più interessanti a livello commerciale come L'arte della guerra e FBI: Protezione testimoni. Baeres testimoniò quindi di una conversazione avvenuta con Samaha, dove la produttrice avrebbe fatto rientrare i tre film come parte di una "confezione", o tutti o nessuno.
Intertainment vinse il processo e ottenne 121,7 milioni di dollari di risarcimento, e Samaha stessa fu dichiarata dalla corte responsabile di almeno 77 milioni di danni. Comunque, la giuria rigettò il tentativo di Intertainment di passare i danni sotto lo statuto Racketeer Influenced and Corrupt Organizations (RICO), che avrebbe triplicato la somma del risarcimento ricevuta se il tentativo fosse stato accolto contro Franchise Pictures.
Samaha annunciò ricorso in appello, ma la sentenza per truffa azzerò l'autosufficienza redditizia della compagnia, così che il 19 agosto 2004 Franchise Pictures e tutte le sue sussidiarie dichiararono bancarotta rifacendosi al Chapter 11 della legge fallimentare statunitense.

## Filmografia
Elenco parziale dei titoli ai quali Franchise Pictures ha contribuito alla realizzazione e all'uscita:
- The Boondock Saints - Giustizia finale (The Boondock Saints) (1999)
- Nell'occhio del ciclone (Storm Catcher) (1999)
- Jill Rips - Indagine a luci rosse (Jill Rips) (2000)
- FBI: Protezione testimoni (The Whole Nine Yards) (2000)
- Battaglia per la Terra (Battlefield Earth) (2000)
- La vendetta di Carter (Get Carter) (2000)
- L'arte della guerra (The Art of War) (2000)
- Agent Red (2000)
- La promessa (The Pledge) (2001)
- Driven (2001)
- Il colpo (Heist) (2001)
- Angel Eyes - Occhi d'angelo (Angel Eyes) (2001)
- Ballistic (Ballistic: Ecks vs. Sever) (2002)
- Infiltrato speciale (Half Past Dead) (2002)
- L'ultimo samurai (The Last Samurai) (2003)
- Spartan (2004)
- Retrograde (2004)
- Tristano e Isotta (Tristan & Isolde) (2006)